# Electric Sea
Electric Sea es el trigesimoquinto álbum de estudio del guitarrista Buckethead, publicado el 21 de febrero de 2012 por la discográfica Metastation. El álbum es una secuela de su disco de 2002, Electric Tears.
El álbum fue anunciado el 20 de diciembre de 2011 a través de City Hall Records, contiene 11 canciones y estaba programado para ser lanzado el 21 de febrero de 2012, pero los fanes comenzaron a recibir las copias del mismo un mes antes. 
La pista # 2, "Beyond the Knowing" es una reelaboración de "What Kind of Nation?", y es, probablemente, reconocida como la canción más antigua en el álbum, como primeras actuaciones conocidas de Buckethead que se remontan al año 2001 en el escenario con Guns and Roses.

## Lista de canciones
Todas las canciones escritas y compuestas por Buckethead, excepto donde se indica. 
| N.º | Título                               | Duración |  |
| 1.  | «Electric Sea»                       | 6:26     |  |
| 2.  | «Beyond the Knowing»                 | 3:54     |  |
| 3.  | «Swomee Swan»                        | 4:43     |  |
| 4.  | «Point Doom»                         | 5:15     |  |
| 5.  | «El Indio»                           | 7:20     |  |
| 6.  | «La Wally» (Alfredo Catalani)        | 3:46     |  |
| 7.  | «La Gavotte» (Johann Sebastian Bach) | 2:53     |  |
| 8.  | «Bachethead» (Johann Sebastian Bach) | 2:05     |  |
| 9.  | «Yokohama»                           | 2:52     |  |
| 10. | «Gateless Gate»                      | 1:58     |  |
| 11. | «The Homing Beacon»                  | 6:53     |  |

## Créditos
- Producido por Buckethead y Janet Rienstra-Friesea
- Escrito y compuesto por Buckethead
- Asistente de producción: Dom Camardella
- Editado y remezclado por Dom Camardella en Santa Bárbara Sound Design.
- Remasterizado por Robert Hadley en el Mastering Lab en Ojai, California
- Arte y diseño por Russell Mills
- Asistente de diseño: Michael Webster
- Fotografía de tapa: «Breaking Ocean Wave», Baja California Sur, México, por Mark A. Johnson
- Publicicación: (Katella Music/BMI) por Buckethead, excepto por La Gavotte y Bachethead compuesto por Johann Sebastian Bach y La Wally (act 1) composed by Alfredo Catalani
- Agradecimientos de Buckethead: Mis padres, Michael Jackson, Theo, Uma, Janet, y Lakshmi chicken